# Ctenus bueanus
Ctenus bueanus är en spindelart som beskrevs av Embrik Strand 1916. Ctenus bueanus ingår i släktet Ctenus och familjen Ctenidae.
Artens utbredningsområde är Kamerun. Inga underarter finns listade i Catalogue of Life.